# Zorana Arunović
Zorana Arunović (serbe en écriture cyrillique : Зорана Аруновић), née le 22 novembre 1986 à Belgrade (Yougoslavie), est une tireuse sportive serbe. Elle est double championne du monde (2010, 2014) et championne olympique (2024).

## Carrière
Sa sœur Jelena est également une tireuse sportive. En 2016, les deux sœurs fondent l'association Olympic 011 pour former des tireurs sportifs dans leur pays.
En 2010, après remporté l'or en tir au pistolet à air comprimé à 10 m lors des Championnats du monde à Munich, Arunović atteint la première place du classement mondial de l'ISSF dans sa catégorie, gagnant 57 places d'un coup. Lors de cette compétition, elle remporte également l'argent en tir au pistolet à 25 m ainsi que l'argent par équipes. Quatre ans plus tard à Grenade, elle devient championne du monde par équipes en pistolet à air comprimé à 10 m.
Sélectionnée pour les Jeux de Londres en 2012, elle termine à la 4e du tir au pistolet à 25 m, battue en petite finale par l'Ukrainienne Olena Kostevytch et 7e du tir au pistolet à 10 m. Aux Jeux de 2016, elle ne dépasse pas le stade des qualifications, que ce soit en pistolet à 10 m ou à 25 m.
Elle est médaillée d'argent en tir au pistolet à air comprimé à 10 m féminin lors des Championnats du monde de tir 2018, remportant son billet pour les Jeux de 2020. Lors de ces Jeux, elle participe à trois concours : en équipes mixtes au pistolet à 10 m, elle termine 4e, battue en finale par la paire ukrainienne ; en pistolet à 25 m individuel, elle termine 9e des qualifications et en pistolet à 10 m où elle termine 17e.
Aux Jeux olympiques d'été de 2024, Zorana Arunović ne réussit pas à se qualifier pour la finale du tir au pistolet à air comprimé à 10 m individuelle en finissant 10e des qualifications. En revanche, par équipes mixtes avec Damir Mikec, elle remporte la médaille d'or battant les Turques 16 à 14 en finale.

## Palmarès

### Jeux olympiques
- Jeux olympiques d'été de 2024 à Paris ( France) :
  -  médaille d'or en tir au pistolet à air comprimé à 10 m mixte

### Championnats du monde
- Championnats du monde 2010 à Munich ( Allemagne) :
  -  médaille d'or en tir au pistolet à air comprimé à 10 m féminin
  -  médaille d'argent en tir au pistolet à 25 m féminin
  -  médaille d'argent en tir au pistolet à air comprimé à 10 m par équipe féminine
- Championnats du monde 2014 à Grenade ( Espagne) :
  -  médaille d'or en tir au pistolet à air comprimé à 10 m par équipe féminine
- Championnats du monde 2018 à Changwon ( Corée du Sud) :
  -  médaille d'argent en tir au pistolet à air comprimé à 10 m féminin
- Championnats du monde 2022 au Caire ( Égypte) :
  -  médaille de bronze en tir au pistolet à air comprimé à 10 m féminin